# Europsko prvenstvo u nogometu – Francuska 1984.
Europsko nogometno prvenstvo 1984. održano je u Francuskoj, a igralo se u 7 gradova, na 7 stadiona. Završni turnir se igrao od 12. do 27. lipnja 1984.

## Kvalifikacije
Sljedeće su reprezentacije sudjelovale na završnom turniru Europskog nogometnog prvenstva 1984.:
- Belgija
- Danska
- Francuska (kvalificirala se izravno kao domaćin)
- Portugal
- Rumunjska
- Španjolska
- Jugoslavija
- SR Njemačka

## Maskota
Službena maskota ovog Europskog prvenstva je Peno, pijetao koji je predstavljao grb Francuske, domaćina prvenstva. Imao je broj 84, te mu je odjeća bila ista kao i Francuskoj nogometnoj reprezentaciji, tj. plava majica, kratke bijele hlače i crvene čarape.

## Gradovi domaćini
| Pariz               | Marseille         | Lyon              | Saint-Étienne     |
| ------------------- | ----------------- | ----------------- | ----------------- |
| Stade Park prinčeva | Vélodrome         | Gerland           | Geoffroy-Guichard |
| kapacitet: 48.000   | kapacitet: 55.000 | kapacitet: 40.000 | kapacitet: 53.000 |
|                     |                   |                   |                   |
| Lens                | Nantes            | Strasbourg        |                   |
| Félix-Bollaert      | Beujoire          | Meinau            |                   |
| kapacitet: 49.000   | kapacitet: 53.000 | kapacitet: 40.000 |                   |
|                     |                   |                   |                   |

## Vanjske poveznice
- EURO 1984 na UEFA.com